# Euarestoides arnaudi
Euarestoides arnaudi is een vliegensoort uit de familie van de boorvliegen (Tephritidae). De wetenschappelijke naam van de soort is voor het eerst geldig gepubliceerd in 1958 door Foote.